# Pasiphyle auricollis
Pasiphyle auricollis är en skalbaggsart som beskrevs av Bruch 1918. Pasiphyle auricollis ingår i släktet Pasiphyle och familjen långhorningar.
Artens utbredningsområde är Paraguay. Inga underarter finns listade i Catalogue of Life.